# Artaxata
Artaxata (in armeno Արտաշատ?, Artašat, in greco antico: Ἀρτάξατα?) o Artaxiasata (in greco antico: Ἀρταξιάσατα?) era un'antica città dell'Armenia, fondata nel 176 a.C. e fu capitale del regno d'Armenia fino al 120 d.C.
I resti della città si trovano nella provincia di Ararat sulla riva sinistra del fiume Aras circa 8 km a sudest della moderna cittadina di Artašat fondata nel 1828 e nello stesso luogo in cui si trova il monastero di Khor Virap.
Fu centro culturale e politico del Regno d'Armenia fino alla sua caduta nel 428, quando il capoluogo venne spostato dai Sasanidi più a nord, a Dvin.

## Storia
La città venne edificata nel 176 a.C. su un promontorio costituito dalla confluenza fra il fiume Aras e il fiume Akhurian e le venne dato il nome di Artaxšas-šāt (gioia di Artaxias) abbreviato poi in Artašat in armeno e Artaxata in greco.
I resoconti di Strabone e Plutarco narrano che il sito venne scelto da Annibale, il generale cartaginese ospite di Artaxian I dopo la sconfitta di Antioco III, presso cui era ospite, nella battaglia di Magnesia (190 a.C.). 
(Plutarco, Vite parallele)
La cittadella venne edificata su un rilievo ed era difesa da fortificazione e da un fossato, scavi archeologici hanno portato alla luce strade lastricate e un gran numero di edifici.
Rispetto alle precedenti capitali del regno di Armenia, Armavir e Eruandašat, era più vicina alle vie commerciali e più facilmente difendibile. Nel I secolo a.C. ne sono descritte la bellezza e le dimensioni. Fu conquistata dai romani nel 58 d.C., nel 66 Nerone inviò risorse e architetti in sostegno al sovrano armeno Tiridate I per la sua ricostruzione, per un breve periodo venne chiamata Neroneia.
Nel 163 fu nuovamente distrutta dai romani che insediarono una guarnigione nella vicina Vagharshapat in seguito chiamata Echmiadzin e che divenne per un breve periodo capitale dell'Armenia.
Artaxata venne rasa al suolo dai Persiani intorno al 360, tornò ad essere un luogo di scambi commerciali per essere nuovamente distrutta dalle forze armene alleate ai sasanidi durante la ribellione del 450-451. La capitale fu definitivamente spostata a Dvin e il sito dell'antica Artaxata venne completamente abbandonato.

## La battaglia di Artaxata
Vicino alla città avvenne lo scontro tra Tigrane II e Lucio Licinio Lucullo, noto come battaglia di Artaxata (68 a.C.), durante la terza guerra mitridatica. 
Nel 34 a.C. Marco Antonio avanzò direttamente sulla città. Il re armeno Artavaside, intimorito e preoccupato, si consegnò e venne fatto prigioniero da Marco Antonio che gli ingiunse di consegnare tutte le ingenti ricchezze del regno. Il re fu messo in catene mentre il figlio Artaxias II venne facilmente sconfitto e costreto a fuggire nell'Impero partico; Marco Antonio occupò rapidamente l'intera Armenia che egli trasformò in provincia romana dopo aver stanziato colà le sue legioni al comando del fidato e capace Publio Canidio. In epoca imperiale fu occupata dalle legioni romane provenienti dalla Siria agli ordini di Gneo Domizio Corbulone (58), ma distrutta nel 163 da Marco Stazio Prisco.

## Chiesa Paleocristiana
La Chiesa Paleocristiana di Artaxata è una delle più antiche chiese cristiane mai scoperte, situata nell'antica città di Artaxata, in Armenia. Gli scavi archeologici condotti nel 2024 dall’Accademia Nazionale delle Scienze dell’Armenia e dall'Università di Münster hanno rivelato un edificio risalente al IV secolo d.C., con una pianta ottagonale e estensioni a forma di croce. Questo ritrovamento è stato descritto dal professor Achim Lichtenberger come una "prova sensazionale del cristianesimo primitivo in Armenia".
La Chiesa Paleocristiana di Artaxata rappresenta una testimonianza fondamentale del cristianesimo primitivo e dell'architettura religiosa antica in Armenia. La sua scoperta arricchisce il patrimonio culturale del paese e fornisce nuove prospettive sul ruolo dell'Armenia nella diffusione del cristianesimo. Gli scavi archeologici continuano, promettendo nuove scoperte che contribuiranno a una più profonda comprensione di questo periodo cruciale della storia.

### Scoperta e Scavi
L’edificio è stato identificato mediante tecniche geofisiche, con successivi scavi che hanno portato alla luce una struttura di circa 30 metri di diametro. La chiesa presenta un pavimento semplice in malta, arricchito con piastrelle di terracotta e resti di decorazioni in marmo provenienti dal Mediterraneo, che indicano una decorazione interna sofisticata.
Le estensioni cruciformi contenevano piattaforme di legno, datate alla metà del IV secolo tramite analisi al radiocarbonio. La pianta ottagonale della chiesa la collega alle prime architetture cristiane della regione mediterranea orientale, dove questa forma era comune nelle strutture religiose.

### Significato Storico
La scoperta è di grande importanza per la storia del cristianesimo in Armenia, poiché Artaxata è associata alla conversione del re Tiridate III al cristianesimo nel 301 d.C., un evento storicamente attribuito a san Gregorio Illuminatore. Questa conversione ha reso l'Armenia il primo stato ufficialmente cristiano al mondo. Il sito si trova vicino al monastero di Khor Virap, luogo significativo legato a questa tradizione.
Artaxata fu capitale del Regno d’Armenia per circa sei secoli, sotto le dinastie Artasside e Arsacide. Gli scavi nel sito, iniziati nel 2018 e finanziati dalla Deutsche Forschungsgemeinschaft (DFG), sono tuttora in corso, con l’obiettivo di svelare ulteriori dettagli sulla chiesa e la sua possibile dedicazione.